# Цаме-Гера
Цаме-Гера (нем. Zahme Gera) — река в Германии, протекает по земле Тюрингия. Начинается в биосферном заповеднике Тюрингер-Вальд. Образует вместе с рекой Вильде-Гера реку Гера у крепости Эренбург в городе Плауэ.
По тоннелю Gerastollen воды реки подаются в водохранилище Ора, обеспечивающее питьевой водой центральную Тюрингию.